# Paweł Janiszewski
Paweł Janiszewski (ur. 18 kwietnia 1967 w Pruszkowie) – polski historyk, badacz dziejów Kościoła w starożytności. 

## Życiorys
W 1987 ukończył II Liceum Ogólnokształcące im. Stefana Batorego w Warszawie. Absolwent historii Uniwersytetu Warszawskiego (1992). Doktorat napisany pod kierunkiem Ewy Wipszyckiej obronił 24 czerwca 1998 (Klęski żywiołowe oraz rzadkie zjawiska atmosferyczne i astronomiczne w historiografii konfliktów religijnych przełomu IV i V wieku, nieopublikowany). Habilitacja w 2007 tamże. Od 1998 pracownik Zakładu Historii Starożytnej Instytutu Historycznego UW. 

## Wybrane publikacje
- (redakcja) Imperium Romanum. Władza, propaganda, konflikty ideologiczne. Wybór źródeł, wybór i oprac. Krystyna Stebnicka i Paweł Janiszewski, Warszawa: Wydawnictwa Uniwersytetu Warszawskiego 2003.
- (redakcja) Chrześcijaństwo u schyłku starożytności : studia źródłoznawcze, t. 6, pod red. nauk. Pawła Janiszewskiego, Ewy Wipszyckiej, Roberta Wiśniewskiego, Warszawa: Wydawnictwa Uniwersytetu Warszawskiego 2007.
- (redakcja) Chrześcijaństwo u schyłku starożytności : studia źródłoznawcze, t. 7, pod red. nauk. Pawła Janiszewskiego, Ewy Wipszyckiej, Roberta Wiśniewskiego, Warszawa: Wydawnictwa Uniwersytetu Warszawskiego 2008.
- Greccy sofiści i retoryka w chrześcijańskich sporach dogmatycznych III i IV wieku,  Poznań: Instytut Historii UAM 2008.
- (Współautorzy: Krystyna Stebnicka, Elżbieta Szabat), Sofiści i retorzy greccy w Cesarstwie Rzymskim (I–VII w.). Słownik biograficzny, Warszawa: Wydawnictwa Uniwersytetu Warszawskiego 2011.
- Panthera – ojciec Jezusa. Geneza idei, antyczne przekazy, późniejsze polemiki, Warszawa 2013, ISBN 978-83-64003-09-7.